# テュアナのアポロニオス

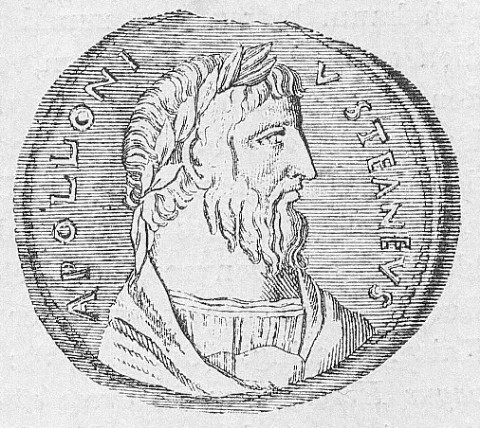
アポロニオスが描かれた4世紀ごろのメダル（コントルニエイト）

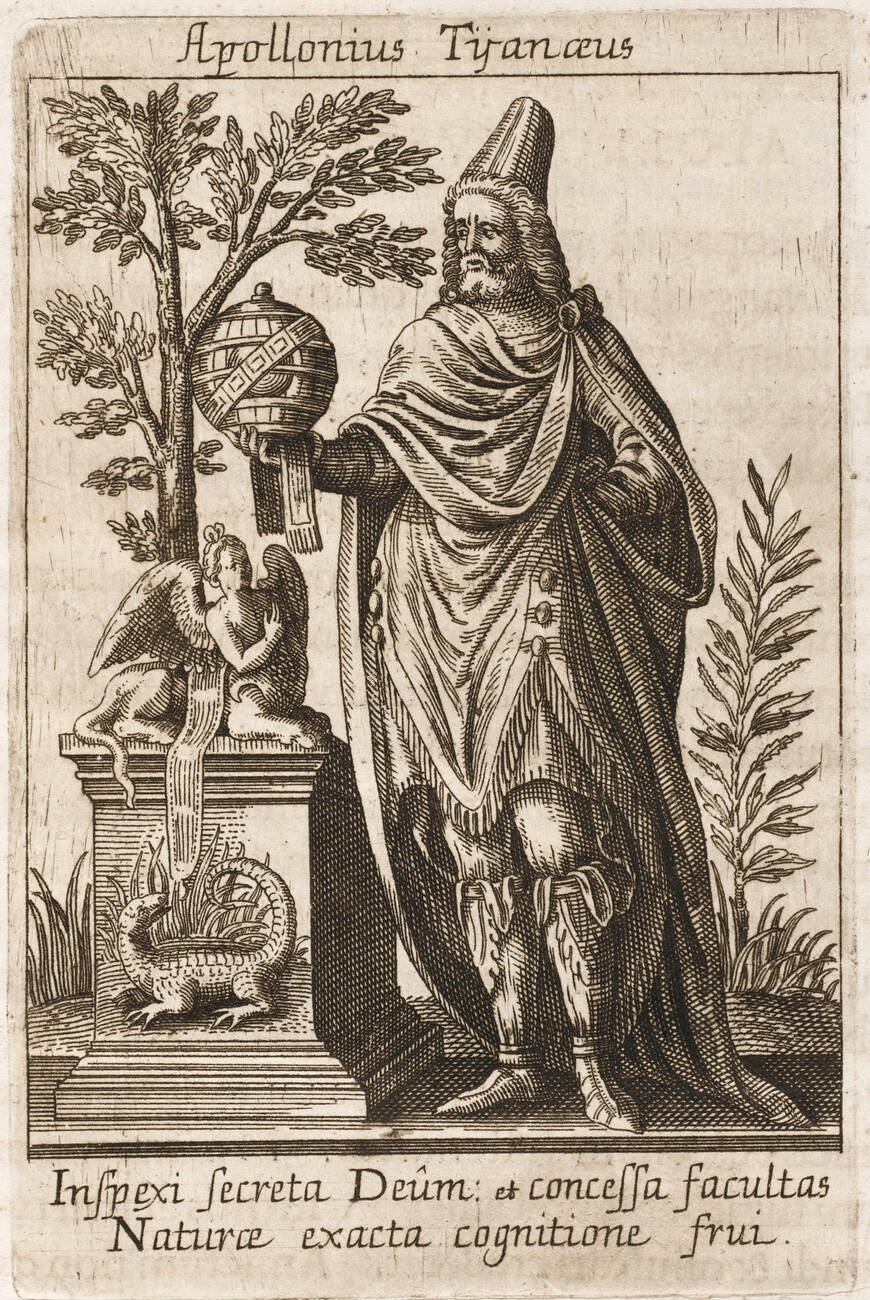
17世紀ごろの銅版画

テュアナのアポロニオス（ティアナのアポロニウス、アポッローニオスとも、古希: Ἀπολλώνιος ὁ Τυανεύς, Apollōnios ho Tyaneus, 1世紀ごろ）は、ローマ帝国期テュアナ出身の新ピタゴラス派の哲学者・宗教家・魔術師。
ピロストラトス著『テュアナのアポロニオス伝』によれば、ピタゴラスを信奉し、西はヒスパニア、東はインドまで弟子と遍歴し、疫病退散、悪魔祓い、死者蘇生、瞬間移動、千里眼、復活などの奇跡を行った。
後世、ペテン師とも聖者とも評された。特にナザレのイエスと類似点が多いことから、キリスト教において議論の的になった。またイスラム世界や錬金術、近代魔術にも受容され、イスラム世界ではバリーナース（阿: Balînâs）とも呼ばれた。

## 資料

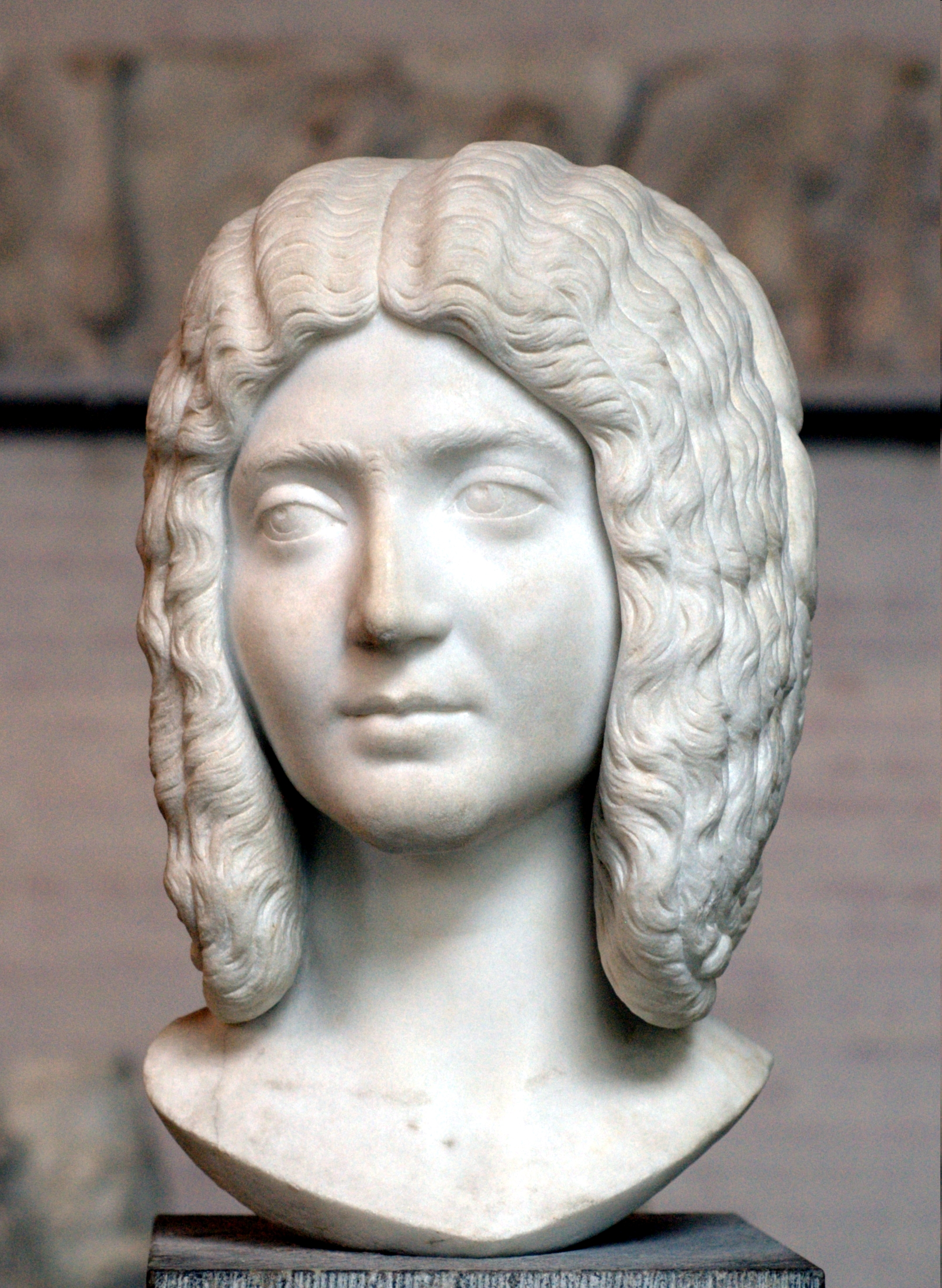
ユリア・ドムナ。『テュアナのアポロニオス伝』の執筆をピロストラトスに依頼した。

詳細な伝記として、3世紀のピロストラトス『テュアナのアポロニオス伝』(古希: Τὰ ἐς τὸν Τυανέα Ἀπολλώνιον) が伝わる。しかし本書は、現実離れした内容や脚色を含むため、信憑性に乏しい。ピロストラトスは本書を、皇后ユリア・ドムナの依頼により執筆した。依頼理由は定かでないが、推測では、神職の娘であるユリアがアポロニオスに親近感を抱き、ペテン師や魔術師でなく聖者として再評価を望んだため、またはイエス・キリストに対抗させようとしたため、とされる。ピロストラトスは原資料として、ユリア所蔵のアポロニオスの直弟子ダミスの書字板や、各地に伝わるアポロニオス伝説を参照した。
『テュアナのアポロニオス伝』以外の資料としては、後述のルキアノスらの言及、『スーダ』の記事、碑文などの考古学資料がある。

## 生涯

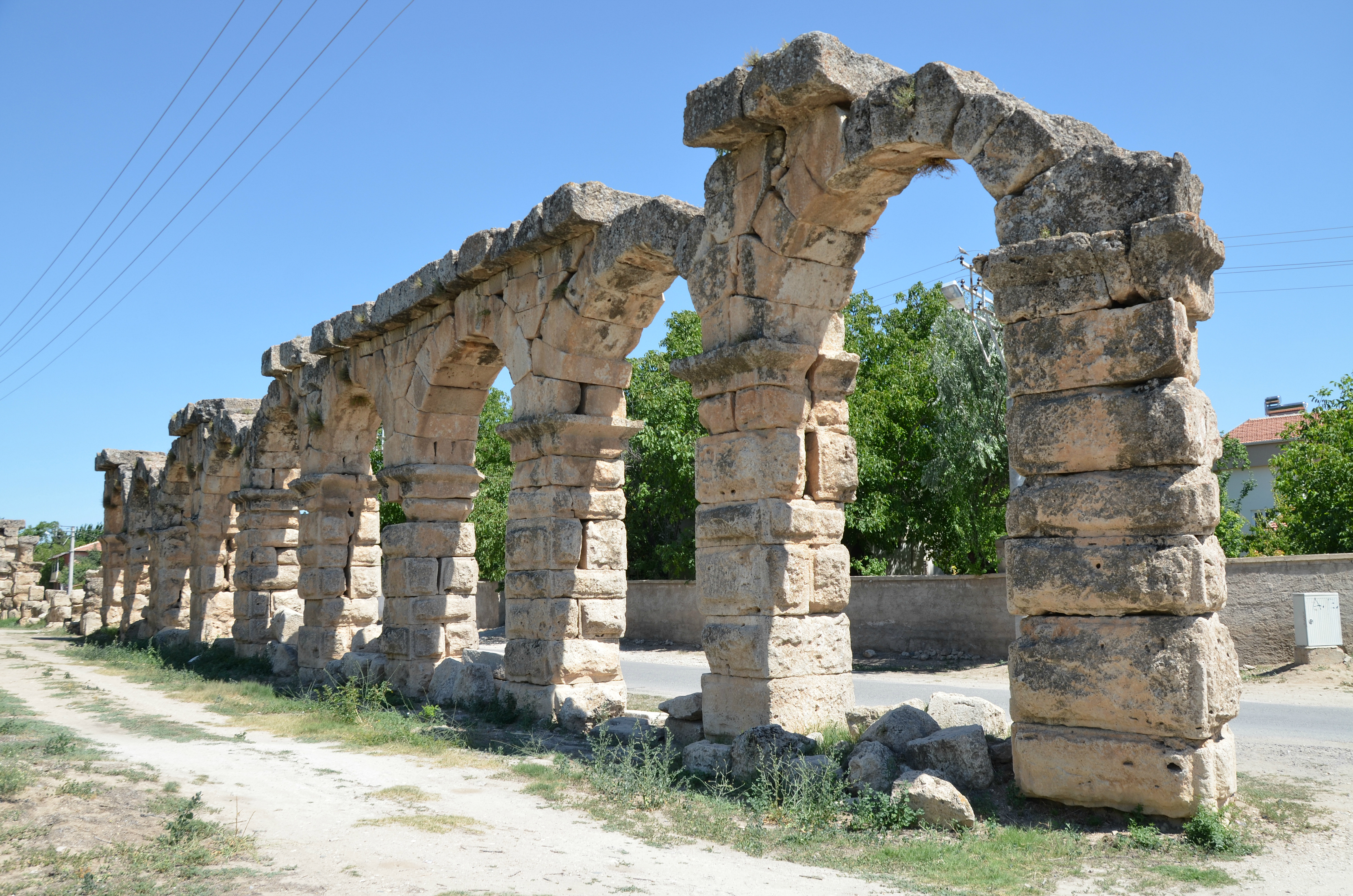
テュアナ（現トルコのニーデ県）

生没年は不詳で、生年は1世紀初頭ごろ、一説にはイエス・キリストと同年とされる。没年はネルウァ帝在位時（96年-98年）とされる。
カッパドキアの要衝テュアナに、富裕層の次男として生まれた。ピロストラトスが伝える出生譚では、妊娠中の母親の夢にホメロスの姿をした海神プロテウスが現れ、「お前は私を産む」と告知した。その後ある日、母親が花畑でうたた寝していると、突如白鳥たちが歌い踊り、晴天の空に雷鳴が轟き、アポロニオスが生まれた。
少年時代から記憶術やアッティカ方言に優れるなど、神童ぶりを示した。14歳の時、タルソスとアイガイで諸派の哲学を学び、15歳の時から新ピタゴラス主義に傾倒し始めた。以降、飲酒・屠畜・性愛を避け、髪を伸ばし放題にし、アイガイのアスクレピオス神殿で神殿医学に従事した。20歳の時、テュアナに戻り財産の大半を親族に譲った後、5年間一切言葉を発さずにキリキアやパンフィリアを遍歴し、筆談で諍いを仲裁するなどした。この沈黙の行を終えた後、ダミスを弟子にしたり、アンティオキアなど各地の神殿を巡礼したり、アラブ人の密儀共同体に参加したり、鳥の言葉を理解できるようになったりした。
40歳代ごろ、かつてピタゴラスもそうしたように、見聞を広めるため東方遍歴に出た。道中カフカス山脈では、鎖に繋がれたプロメテウスを見た。バビロンでは、川底トンネルを通り、現地の王（パルティア王ヴァルダネス1世か）やマゴイと歓談した。インドでは、アレクサンドロス大王の足跡を辿りつつ、悪魔祓いをしたり、現地の王（タキシラ王プラオテスか）や、バラモン僧・ギュムノソピスタイのヤルカス（イアルカス）と哲学問答を楽しんだり、ヤルカスからマンティコア・ピュグマイオイ・グリフォン・フェニックス・占星術などの知識や、星辰の名が刻まれた七つの指輪を授かったりした。約4ヶ月インドの僧院で暮らした後、ヒュパシス川・インダス川・アラビア海を航行し帰還した。
インドから帰還後、今度は地中海に出てイオニア・ギリシア・ローマを遍歴した。道中、エペソスでスケープゴート（パルマコス）的儀式により疫病を退散させたり、トロイアでアキレウスの霊を召喚してトロイア戦争の秘話を聞いたり、コリントスで弟子を誘惑したラミアないしエンプーサを退治したりした。ネロ暴政下のローマに入ると、佞臣ティゲッリヌスに不敬罪で逮捕されるも、起訴状の文字を消すという奇跡により逃れた。またローマにて、結婚式目前に死んだ名家の花嫁を生き返らせる、という奇跡を行った。
ここまでの生涯（『テュアナのアポロニオス伝』全8巻中4巻まで）は、秦剛平による日本語訳がある。
ローマから出た後、イベリア半島のカディス・北アフリカ・シチリア・ギリシア・エジプト・エチオピアを遍歴した。道中、『イソップ寓話』の作者アイソポスとヘルメスの関係について語ったり、エジプトで皇帝即位前のウェスパシアヌスに助言したりした。その後、ティトゥスやネルウァから崇敬されたのと対照的に、ドミティアヌスに暴動教唆や魔術の罪で投獄されるも、瞬間移動で脱獄するなどした。
晩年はエペソスで弟子教育に努め、96年ドミティアヌス暗殺を千里眼で見届け歓喜した。最期については複数の伝承があり、100歳以上生きたとも、死後復活して弟子の前に現れ昇天したともいう。

## 著作・思想
著作はほぼ全て散逸している。書簡が『テュアナのアポロニオス伝』やストバイオスを通じて複数伝わるものの、いずれも偽作の疑いがある。また、後述の『アポテレスマタ』『創造の秘密の書』『ヌクテメロン』など、明らかな偽作が伝わる。
『スーダ』によれば、『秘儀の伝授あるいは供犠について』『神託』などの著作があった。また『テュアナのアポロニオス伝』によれば、インドで得た知識をもとに、占星術に関する4巻本と、犠牲儀礼のマニュアル『犠牲について』を書いた。また、ギリシアで神託をもとに書いた哲学書が、後世アンティウムにあるハドリアヌスの図書館に収蔵され、多くの見物人を集めた。その他、「遺書」や「ムネモシュネの讃歌」を作った。プラトン『ティマイオス』に基づいて霊魂の不滅を論じたこともあった。
『スーダ』やイアンブリコスとポルピュリオス両者の『ピタゴラス伝』によれば、アポロニオスの著作にも『ピタゴラス伝』があった。しかしこれは、実際は別人の著作とする説が20世紀末から強くなっている。
『テュアナのアポロニオス伝』や書簡からは、様々な哲学者との交流が窺える。例えば、上記のインド人ヤルカス（イアルカス）や、キュニコス派のデメトリオス、ストア派のムソニウス・ルフスやエウプラテス、第二次ソフィストのディオン・クリュソストモスと交流した。
古代魔術史の重要資料『古代ギリシア語魔術パピルス』には、アポロニオスの魔術の項目がある。

## 言及・受容

### 古代
ピロストラトスより先に、2世紀のルキアノスがアポロニオスに言及している。ルキアノスは『偽預言者アレクサンドロス』で、当時の新興宗教教祖でペテン師とされるアボノテイコスのアレクサンドロスが、アポロニオスの孫弟子だったと伝えている。また同書中では、アレクサンドロスがアポロニオスと同様の神殿医学をしている。
ピロストラトスの後、『テュアナのアポロニオス伝』のラテン語訳または別伝が、シドニウス・アポリナリス、ソテリクス、ニコマクスらによって執筆され、『ローマ皇帝群像』著者の一人ウォピスクスも執筆を企てたが、これらの伝記は現存しない。
ローマ皇帝、特にセウェルス朝の皇帝がアポロニオスを崇敬した。例えばカッシウス・ディオは『ローマ史』で、カラカラがアポロニオスの神殿を建立したと伝えている。ただし、ディオ自身はカラカラに批判的な立場から、アポロニオスを魔術師と呼んでいる。また『ローマ皇帝群像』によれば、アレクサンデル・セウェルスの礼拝所（ララリウム）には、イエス、アブラハム、オルペウスとともにアポロニオスの彫像が並べられていた。また『ローマ皇帝群像』によれば、軍人皇帝のアウレリアヌスは、パルミラ帝国傘下となったテュアナに侵攻した際、アポロニオスの幻影に諭されて略奪を思いとどまったという。また同箇所の記述から、アポロニオスの肖像画が当時流布していたことが窺える。

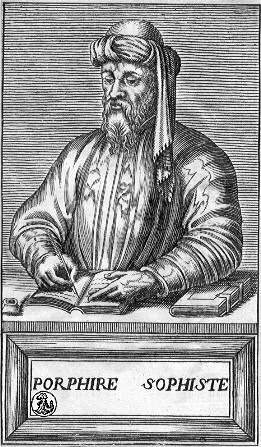
ポルピュリオス。『反キリスト教論』でアポロニオスに言及し、キリスト教徒の言う奇跡は珍しいものではないとした。

キリスト教においては、4世紀のディオクレティアヌス治下の迫害者ソッシアヌス・ヒエロクレスが、アポロニオスを引き合いに出してイエスを冒涜する著作を書いた、ということが、エウセビオス『ヒエロクレス論駁』やラクタンティウスを通じて伝わる。あるいはそれより早く、3世紀のポルピュリオスが『反キリスト教論』でアポロニオスを引き合いに出しているが、こちらはイエスではなくパウロやモーセを冒涜している。その他、ポルピュリオスの他の著作や、4世紀のエウナピオス、アンミアヌス・マルケリヌスが、異教主義の立場から聖者として言及している。
キリスト教徒では、上記のエウセビオスやラクタンティウスのほか、ヒエロニムス、アウグスティヌス、アルノビウス、ヨハネス・クリュソストモス、ペルシオンのイシドーロス、偽ユスティノス、偽ノンノス、セレウケイアのバシレイオス、シナイのネイロス、シナイのアナスタシオス、ヨハネス・マララス、ミレトスのヘシュキオス、フォティオス、バル・ヘブライオスが、アポロニオスに言及している。いずれも基本的には、シモン・マグスやアプレイウスと同様の異端の魔術師と捉えていたが、ヒエロニムスやラクタンティウスは賢者として好意的に捉えてもいた。
古代末期からビザンツ期の著述家たちは、キリスト教が国教となってなお、アポロニオスが作ったというタリスマンが流布していたことを伝えている。そのような背景のもと、ビザンツ期には、タリスマンや占星術についての書物『アポテレスマタ』(Ἀποτελέσματα, Apotelesmata) がアポロニオスに仮託された。1204年、第4回十字軍が破壊したコンスタンティノープル競馬場の物品の中にも、アポロニオスのタリスマンがあったと推定される。

### 中世
中世イスラム世界では、「バリーナース」(阿: Balînâs) の名で呼ばれて賢者とみなされ、ヘルメス主義・錬金術・占星術の書物が仮託された。その例として、『エメラルド板』原資料の『創造の秘密の書』(阿: Kitāb sirr al-ḫalīqa)、ジャービル文書の『石の書』(阿: Kitāb al-Ahjār) 所収の教説、上記『アポテレスマタ』のアラビア語訳 (阿: Kitāb al-ṭalāsim al-akbar) がある。キンディーやアブー・マーシャルも、アポロニオスをヘルメス主義に結びつけて言及している。
ニザーミーなどのペルシア文学にも賢者として登場し、イスカンダルと共闘してドラゴンを退治した、という物語が作られた。
中世ヨーロッパでは、サンタリャのウゴが『創造の秘密の書』をラテン語に翻訳するなどの受容があった。

### 近世
15世紀から16世紀、ルネサンス期を代表する印刷業者アルド・マヌーツィオが、ラテン語訳付き『テュアナのアポロニオス伝』を上記の『ヒエロクレス論駁』と合本して出版した。また、マルコス・ムスロス編纂の書簡集も出版した。さらに、他の印刷業者によりイタリア語訳やフランス語訳も出版された。これらと併行して、ラブレー、フィチーノ、ロイヒリン、ジャンフランチェスコ・ピコ、バロニウス、ボダン、トリテミウスがアポロニオスに言及し、ピエトロ・リベリやストラダヌスが絵画を描いた。
17世紀、理神論の祖ハーバート・オブ・チャーベリーやチャールズ・ブラウントがアポロニオスとイエスを比較した。ブラウントは『テュアナのアポロニオス伝』第2巻までの英語訳注を出版し、イエスの生涯の信憑性が、アポロニオスのそれと同程度に過ぎないと主張した。この英語訳注は英国国教会に糾弾された。17世紀にはその他、著述家ロバート・バートンが『憂鬱の解剖』で、アポロニオスのラミア退治に言及した。
18世紀、マルキ・ド・サドは『司祭と臨終の男との対話』で、アポロニオスとイエスを比較し、イエスを冒涜した。同じころ、歴史家エドワード・ギボンは『ローマ帝国衰亡史』で、アポロニオスとイエスの生年をほぼ同時期とし、聖者・ペテン師・狂信者のいずれか分からないと述べた。このギボンの記述は、イエスを暗に冒涜するものとみなされ、論争を招いた。18世紀にはその他、フリードリヒ大王、ヴォルテール、ヴィーラントがアポロニオスに言及した。

### 近現代

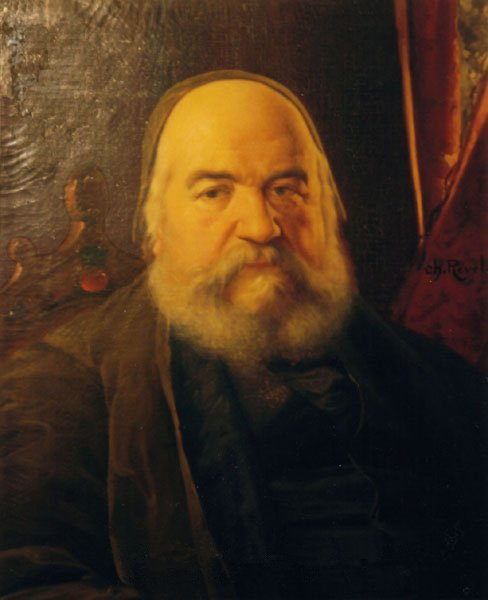
エリファス・レヴィ。近代魔術によりアポロニオスを召喚したという。

19世紀中葉、近代魔術の開拓者エリファス・レヴィは、『高等魔術の教理と祭儀 祭儀篇』で、儀式によりアポロニオスの霊を召喚したと報告した。また同書の付録として、儀式で使ったアポロニオスの著作『ヌクテメロン』のフランス語訳、と称する文章を載せた。
19世紀末から20世紀前半、神智学協会のヘレナ・P・ブラヴァツキーや、ルドルフ・シュタイナーが、アポロニオスに言及した。特にアリス・ベイリーやチャールズ・W・レッドビーターが、アポロニオスを「イエス大師」と結びつけた。また、G・R・S・ミードがアポロニオスを主題的に研究した。
19世紀末、バハイ教の聖典の一つ『ケターベ・アクダス』で、アポロニオス（バリーナース）がソクラテスやピタゴラスと並ぶ偉大な哲学者の一人として扱われた。
19世紀以降の文学では、ジョン・キーツが上記『憂鬱の解剖』の引くラミア退治に着想を得て、詩『レイミア』を作った。エズラ・パウンドは、長編詩『ピサ詩篇』でアポロニオスを聖者として登場させた。チャールズ・オルスンは、『テュアナのアポロニオス伝』を翻案してダンス劇『テュアナのアポロニウス』を作った。その他、エドワード・ブルワー＝リットンの歴史小説『ポンペイ最後の日』『ザノーニ』、ギュスターヴ・フローベールの詩的小説『聖アントワーヌの誘惑』、カレル・ボレスラフ・イラークのオペラ『テュアナのアポロニオス』、コンスタンディノス・カヴァフィスの詩『ロードス島におけるティアナのアポロニオス』、チャールズ・G・フィニーのファンタジー小説『ラーオ博士のサーカス』、およびその映画化『ラオ博士の7つの顔』（演: トニー・ランドール）、SFテレビドラマ『The Fantastic Journey』（演: メル・ファーラー）、エイヴラム・デイヴィッドスンのSF小説『Masters of the Maze』、スティーヴン・セイラーの歴史小説『Empire』などに登場する。

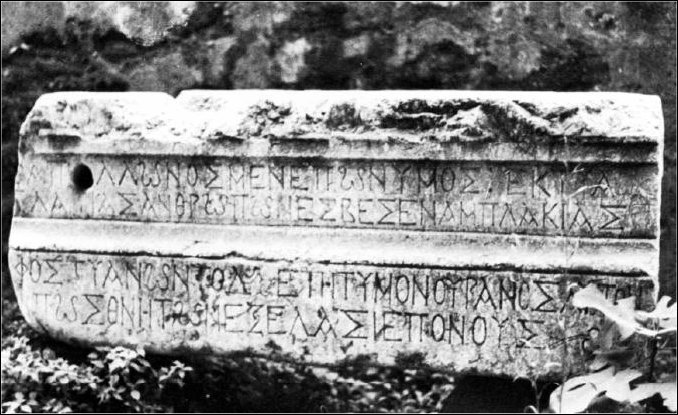
「アポロンに由来する名のテュアナ人」による人類救済について書かれたギリシア語碑文。5世紀ごろ成立。アダナ考古博物館 (Adana Archaeology Museum) 所蔵。

19世紀以降の学界では、聖書学者のブルトマンやバウア、歴史学者のマイヤー、文芸批評家のルネ・ジラールら、多くの学者が『テュアナのアポロニオス伝』の性質やイエスとの関係について論じている。また、碑文やメダル（コントルニエイト）などの考古学資料も発見されている。
20世紀中葉、サンスクリット語文献において、アポロニオスが「アパルーニヤ」（梵: Apalūnya）の名で、ヴェーダーンタ学派に属する西方のヨーギンとして言及される文献が発見された。これにより、インド遍歴の史実説や『テュアナのアポロニオス伝』東伝説が強まり、中村元にも注目された。しかし1995年、この文献が19世紀末の偽作であることが証明された。